# Prowincja Padre Abad
Prowincja Padre Abad (hiszp. Provincia de Padre Abad) – jedna z czterech prowincji, które tworzą region Ukajali w Peru. Ośrodkiem administracyjnym prowincji jest Aguaytía.
Od północy graniczy z regionem Loreto, na wschód prowincją Coronel Portillo, a na południe i zachód regionem Huánuco.

## Podział administracyjny
Prowincja Padre Abad dzieli się na 3 dystrykty:
- Padre Abad
- Irazola
- Curimaná